# Sing When You’re Winning
Sing When You’re Winning – album brytyjskiego wokalisty Robbie’ego Williamsa z 2000.

## Lista utworów
źródło:.
1. "Let Love Be Your Energy" – 4:59
2. "Better Man" – 3:22
3. "Rock DJ" – 4:18
4. "Supreme" – 4:18
5. "Kids" (z Kylie Minogue) – 4:46
6. "If It's Hurting You" – 4:10
7. "Singing for the Lonely" – 4:31
8. "Love Calling Earth" – 4:05
9. "Knutsford City Limits" – 4:45
10. "Forever Texas" – 3:27
11. "By All Means Necessary" – 4:45
12. "The Road to Mandalay" – 28:16